# Ptereleotris evides
Cá bống đuôi kéo (Danh pháp khoa học: Ptereleotris evides) là loài cá thuộc họ Microdesmidae.

## Đặc điểm
Chúng là một loài cá cảnh biển có thân mỏng. Loài cá cảnh biển này có thể dễ dàng phân biệt bởi một nửa phía trước có màu xanh xám nhạt và một nửa sau màu đen. Chúng cũng có vây lưng lớn và vây hậu môn màu xám đậm với viền màu đen. Đặc biệt, đuôi của chúng có hình giống như chiếc kéo. Khi nuôi trong bể cá cảnh biển, chúng khá hiền lành và nhút nhát. Bể nên có nhiều đá sống để làm chỗ trú ẩn. Ngoài ra, bể nên có nắp đậy vì nó có khả năng nhảy lên khỏi mặt nước và rơi ra ngoài bể.